# Hypotrichina tergestina
Hypotrichina tergestina är en plattmaskart. Hypotrichina tergestina ingår i släktet Hypotrichina och familjen Cylindrostomidae. Inga underarter finns listade i Catalogue of Life.